# Haemimont Games
Haemimont Games é uma desenvolvedora de jogos da Bulgária fundada em setembro de 1995 com sede na cidade de Sófia. A empresa concentra-se principalmente na produção de jogos nas temáticas de medieval, história antiga e jogos de estratégia, tem cerca de 50 funcionários, tornando-se a maior desenvolvedora de jogos na Bulgária. Empresa famosa por desenvolver três jogos da serie Tropico: Tropico 3, Tropico 4 e Tropico 5.
O ultimo jogo sendo desenvolvido pela empresa é o Surviving Mars, lançado no dia 15 de março de 2018. 